# 레이 심슨
레이 심슨(Ray Simpson, 1954년 1월 15일 ~ )은 미국의 가수, 배우이다.